# エクセディ
株式会社エクセディ（英: EXEDY Corporation）は、大阪府寝屋川市に本社を置く自動車部品メーカー。主に自動車のクラッチとトルクコンバータ、二輪車用クラッチ、建設・産業・農業機械用のクラッチ・トランスミッションを製造している。みどり会の会員企業であり三和グループに属している。旧社名は「株式会社大金製作所」だが、ダイキン工業の関連会社ではない。

## 沿革
- 1950年07月 - 株式会社大金製作所設立。
- 1963年 - 本社を寝屋川市に移転。
- 1973年 - 大金・アールエム株式会社設立。
- 1975年10月 - 大阪証券取引所2部に上場。
- 1995年08月 - 現社名に変更。
- 1996年08月 - 大阪証券取引所1部に指定替え。
- 1997年08月 - 東京証券取引所1部に上場。
- 2002年07月 - アイシン精機（現アイシン）と業務提携。
- 2004年08月 - ISO/TS16949の認証を取得。
- 2011年 - 特例子会社エクセディ太陽設立。

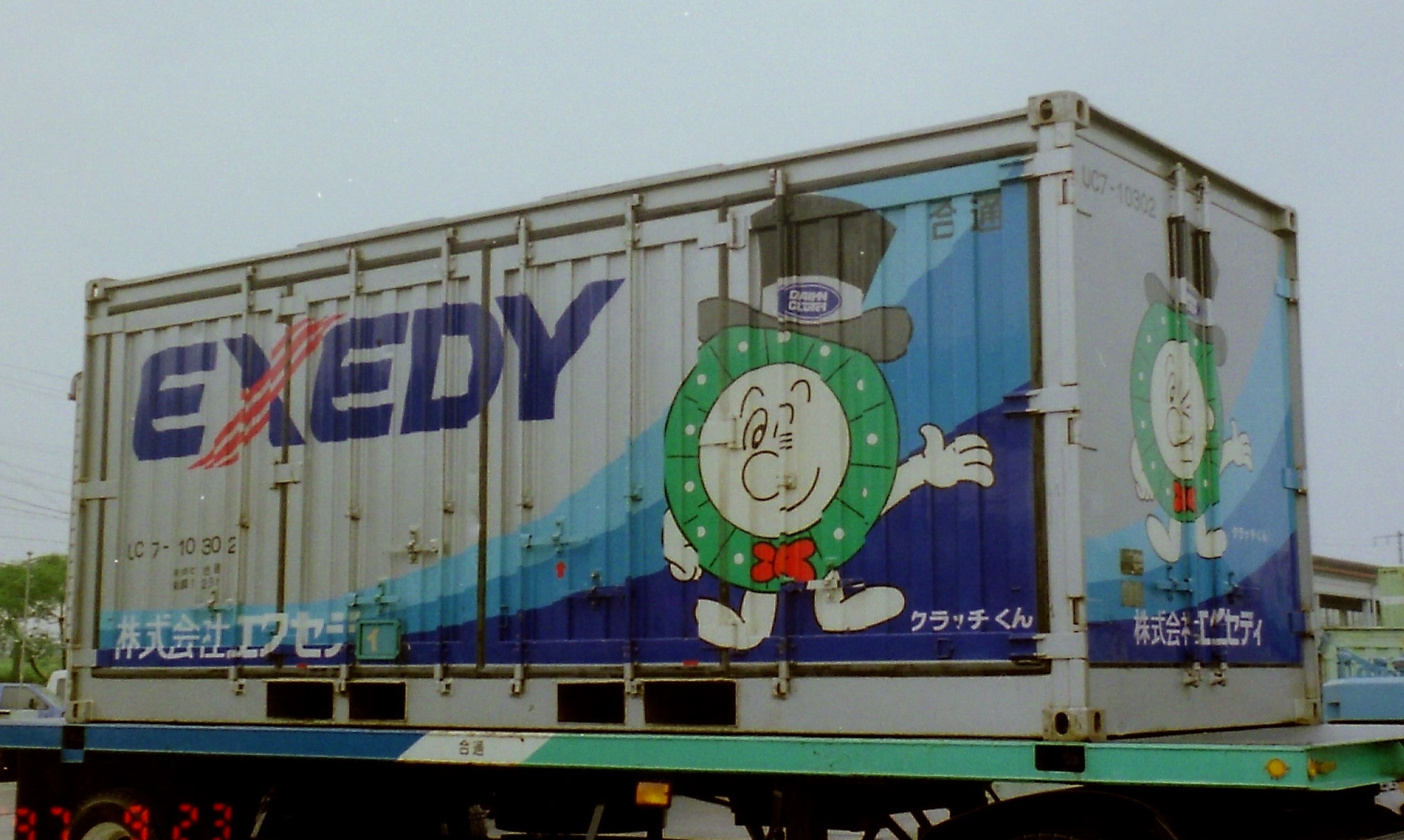
かつて、製品輸送会社が所有していた私有コンテナに描かれた、製品のアピールデザイン。(1997年9月、大阪貨物ターミナルにて撮影)

- 2012年 - 新本館を竣工。

## 事業所
- 本社 - 大阪府寝屋川市木田元宮1丁目1-1
- 東京営業所 - 東京都武蔵野市境1丁目15-14 宍戸ビル6F
- 神奈川営業所 - 神奈川県厚木市中町4-1-10 朝日生命厚木ビル7F
- 静岡営業所 - 静岡県富士市荒田島町6-20 リコーソリューションズ東静岡ビル2F
- 浜松営業所 - 静岡県浜松市中央区砂山町320-4 CITY21 6F
- 中部営業所 - 愛知県安城市三河安城町1丁目16-5 東祥ビル2F
- 広島営業所 - 広島県安芸郡海田町栄町6-6 クレストコート海田栄町202号室
- 上野事業所 - 三重県伊賀市小田町2418
- 川越工場 - 埼玉県川越市芳野台1丁目103-25
- 広島工場 - 広島県東広島市田口研究団地6-11

## スポーツ関連
- 2012年より、上野事業所がある三重県伊賀市に本拠を置く日本女子サッカーリーグの伊賀FCくノ一三重と3年間のユニフォームスポンサー（胸・背中）契約を結び、選手を同事業所に嘱託社員として受け入れている[4]。
- エクセディ女子卓球部は日本卓球リーグにおける強豪チームとしても知られ、2015年より1部リーグに昇格。